# Quai d’Orsay
Quai d’Orsay – bulwar w Paryżu.

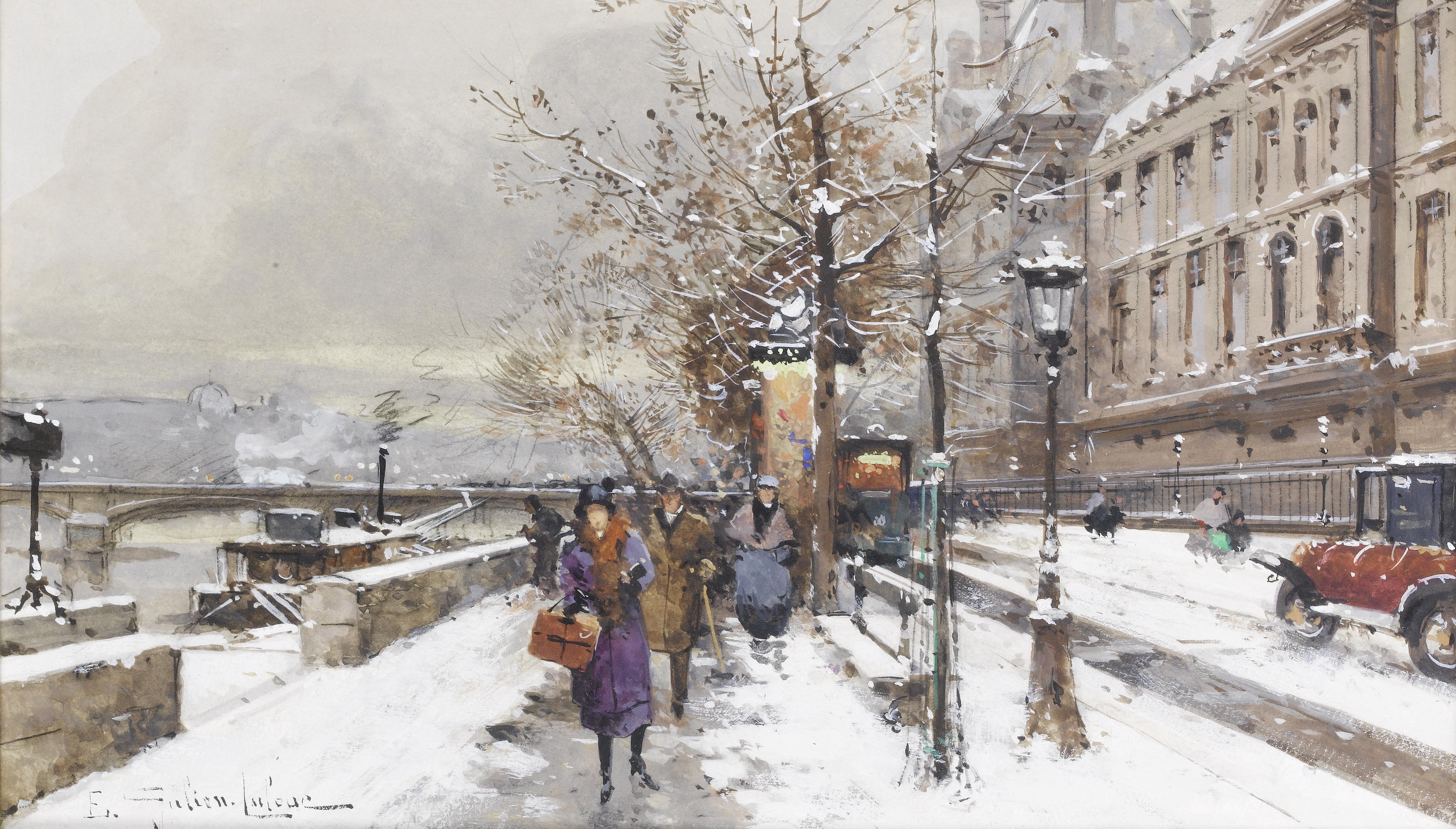
Akwarela Eugène Galien-Laloue „Quai d’Orsay”

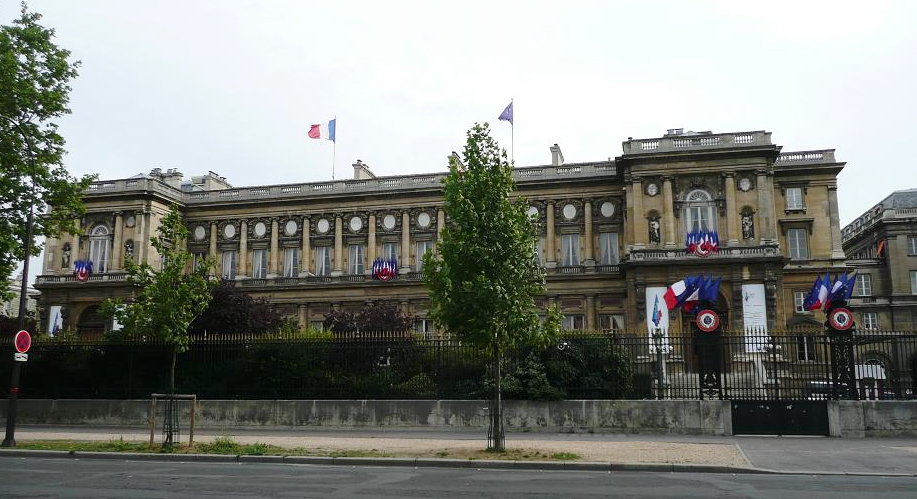
Gmach francuskiego MSZ przy Quai d’Orsay

Quai d’Orsay znajduje się w 7. dzielnicy (fr. arrondissement) Paryża. Jest częścią bulwaru ciągnącego się wzdłuż lewego brzegu Sekwany. Przy Quai d’Orsay ma swoją siedzibę francuskie Ministerstwo Spraw Zagranicznych. Nazwa ulicy jest używana metonimicznie na określenie samej instytucji.
W kierunku zachodnim Quai d’Orsay przechodzi w Quai Branly, zaś wschodnim w Quai Anatole France.
Przy bulwarze wznosi się gmach Musée d’Orsay, będący muzeum sztuki francuskiej XIX wieku.